# Palazzo dell'Università degli Studi Federico II
El Palacio de la Universidad de Nápoles (en italiano: Palazzo dell'Università degli Studi “Federico II”) es un imponente edificio neobarroco de Nápoles (Italia), situado en el Corso Umberto I, que alberga la sede central de la Universidad Federico II.
Fue construido entre 1897 y 1908 según el proyecto de los arquitectos Pierpaolo Quaglia y Guglielmo Melisurgo.
En la fachada, de estilo ecléctico, hay estatuas y relieves de los escultores Achille D'Orsi y Francesco Jerace; la escalinata que conduce a la entrada está flanqueada por esfinges de Alberto Ferrer y Domenico Pellegrino, mientras que en la entrada hay una placa conmemorativa de un marinero fusilado delante del edificio durante los Cuatro Días de Nápoles.
En el vestíbulo, frente a la entrada, hay una larga escalinata que sube hacia el Collegio dei Gesuiti de 1593, que fue ampliado para la construcción del edificio actual.

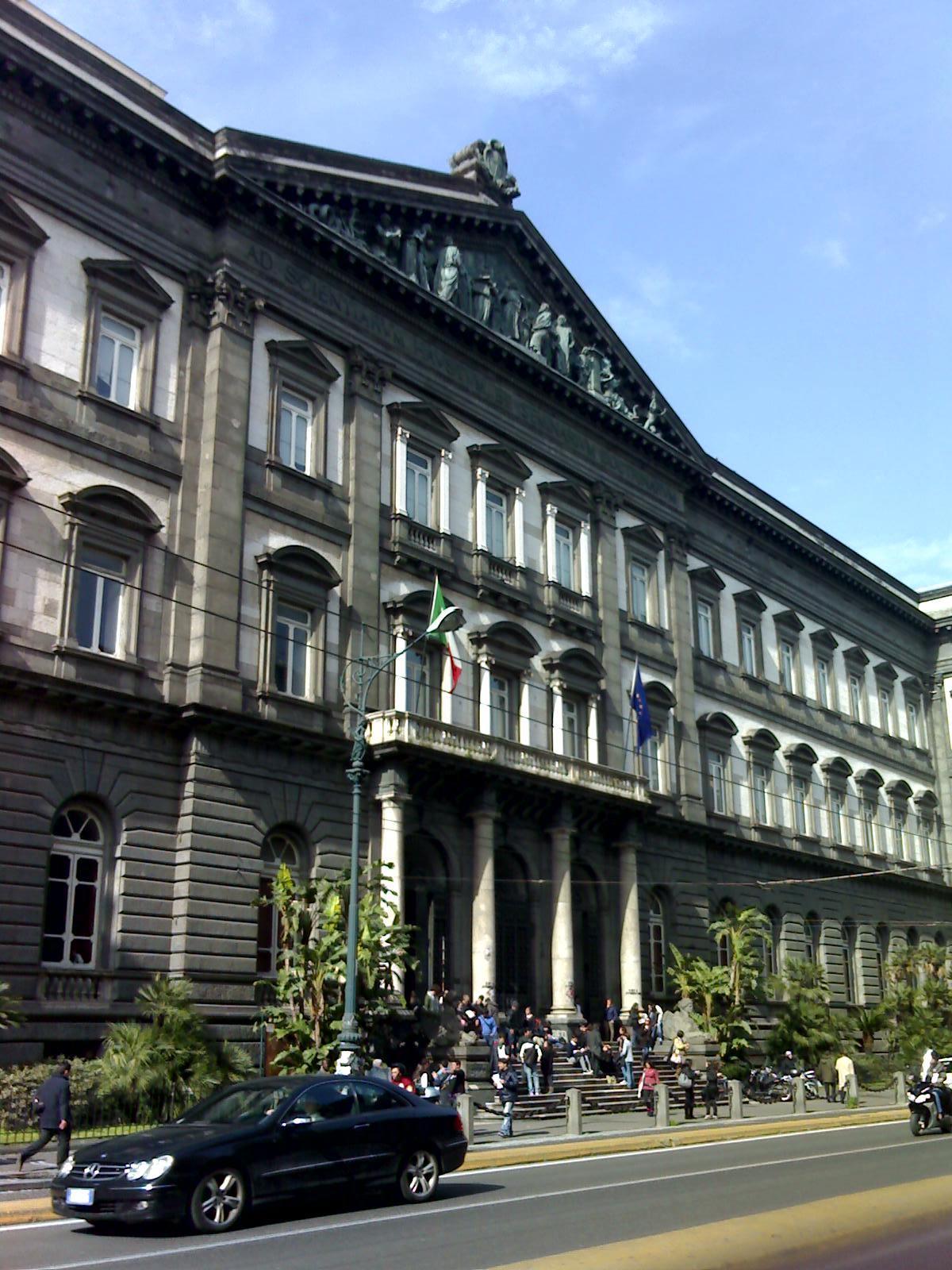
La entrada
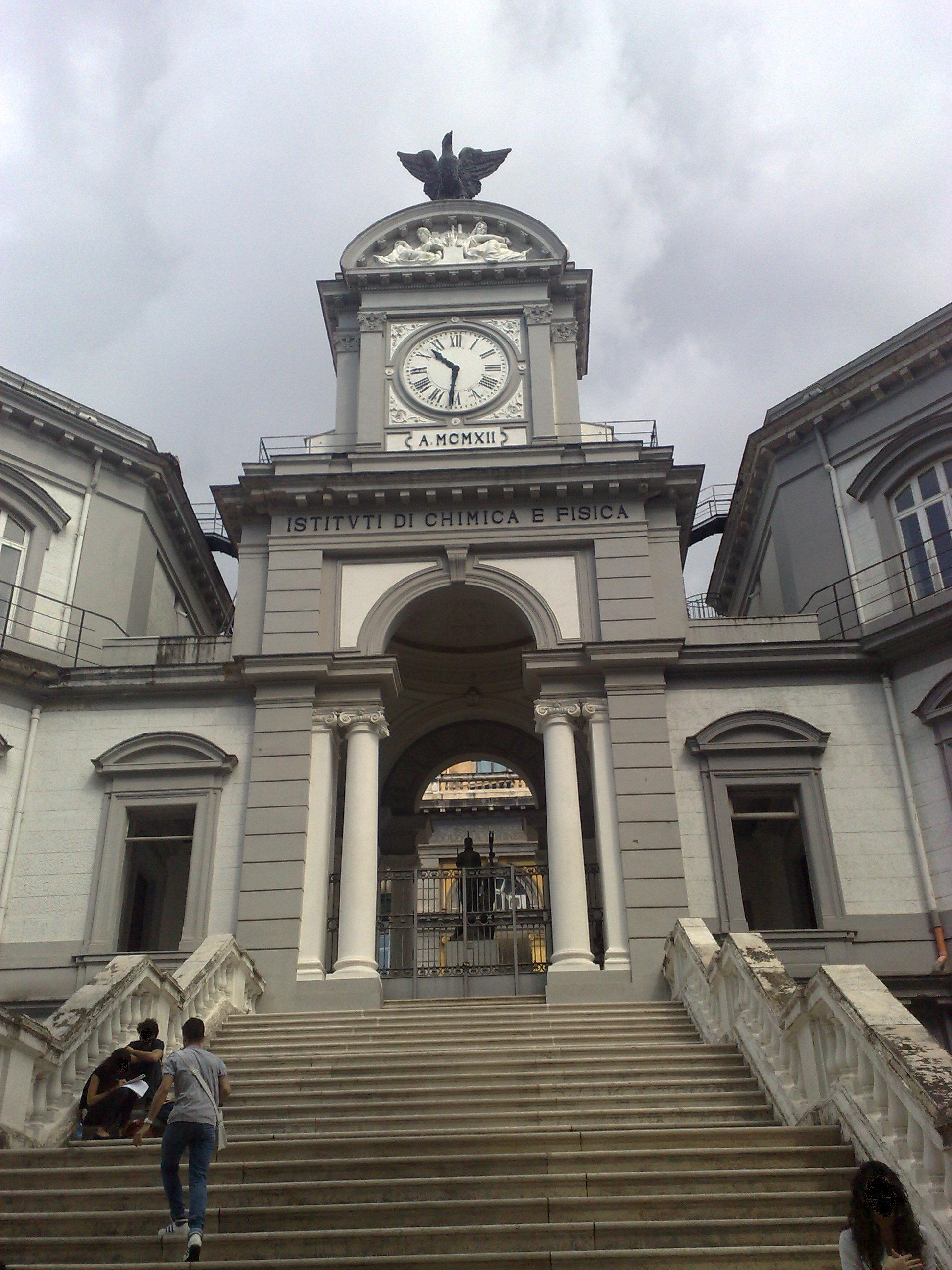
Detalle de la escalera del patio